# Jacek Dziedzina
Jacek Dziedzina – dziennikarz, wydawca, publicysta, zastępca redaktora naczelnego tygodnika "Gość Niedzielny", twórca magazynu popularnonaukowego "Historia Kościoła", założyciel i właściciel Wydawnictwa "Niecałe".

## Życiorys
Studia z socjologii ukończył na Katolickim Uniwersytecie Lubelskim. Pracował m.in. w Instytucie Kultury Polskiej przy Ambasadzie RP w Londynie jako events programmer.
Współpracuje również z tygodnikiem "Do Rzeczy" i "Rzeczpospolitą" ("Plus Minus"), publikował w "Cywilizacji" i portalu Onet.pl.
Autor kilku tysięcy artykułów, w tym wywiadów i reportaży, m.in. z Wietnamu, Kosowa, USA, Białorusi, Syrii, Cypru, Turcji, Irlandii, Portugalii, Wielkiej Brytanii, Luksemburga, Ukrainy i Mołdawii (Naddniestrza).
Współautor zbioru reportaży z Bliskiego Wschodu, a także, wywiadu rzeki z ks. Henrykiem Bolczykiem "Mocowałem się z Bogiem" oraz rozmowy z ks. Markiem Dziewieckim "Psycholog w konfesjonale".
W 2011 roku otrzymał nagrodę "Grand Press" w kategorii publicystyka za tekst "My som stond".
Żonaty, ma czwórkę dzieci, mieszka na Śląsku.